# École hôtelière Ter Duinen
L'école hôtelière Ter Duinen (en néerlandais: Hotelschool Ter Duinen) est une école hôtelière d'enseignement secondaire catholique de la ville belge de Coxyde.

## Histoire
À la demande de l'évêque de Bruges, l'école a été fondée par le pasteur Jozef Berten en 1946 à The Mine, un lieu de villégiature de la Centrale des ouvriers mineurs.

## Élèves renommés
Liste non exhaustive :
- Peter Goossens - (Hof van Cleve )
- Geert Van Hecke - (Le Carmel )
- Stéphane Buyens - (Le Fox )
- Sofie Dumont, lauréate du titre Lady Chef of The Year belge en 2009.